# Länsposten
Länsposten är en veckotidning som kommer ut varje helgfri torsdag i Örebro län. Länsposten är partipolitiskt oberoende och ingår i tidningsföretaget Sveagruppen.